# DTE Energy Headquarters
El DTE Energy Headquarters es un complejo de oficinas situado en el lado oeste del Downtown de Detroit, Míchigan. Consta de los edificios Walker-Cisler, Oficinas Generales y Servicios.

## Campus de Detroit
El Walker-Cisler es el gran rascacielos marrón oscuro del complejo. Los letreros iluminados en la parte superior del edificio muestran "DTE Energy". Fue construido en 1971 y tiene 25 pisos, alcanzando una altura de 114 m. Está construido en el estilo de arquitectura internacional. Está compuesto de acero, con muchas ventanas de vidrio. Tiene un parecido arquitectónico con el cercano Executive Plaza Building. En 2007, DTE anunció una transformación del área alrededor de su sede en el centro de la ciudad en áreas ajardinadas con una piscina reflectante y una pasarela adyacente al MGM Grand Detroit.
El  General Office Building está ubicado en 2000 Second Ave. entre Elizabeth St. y Beech St. Fue construido en 1921 y tiene once pisos de altura. El edificio, diseñado en el estilo arquitectónico neorrenacentista, se utiliza principalmente para oficinas.
El Service Building es un edificio de poca altura que tiene 6 pisos de altura y se completó en 1938. Se encuentra en Third Ave. entre Elizabeth St. y Beech St.
Los tres edificios están conectados por una cafetería cubierta y un espacio para reuniones en el segundo piso. El edificio de servicios también está conectado a la estructura de estacionamiento del MGM Grand Casino en el segundo piso a través de una pasarela cubierta. DTE comparte el uso de la estructura de estacionamiento junto con los huéspedes del casino.

## Galería

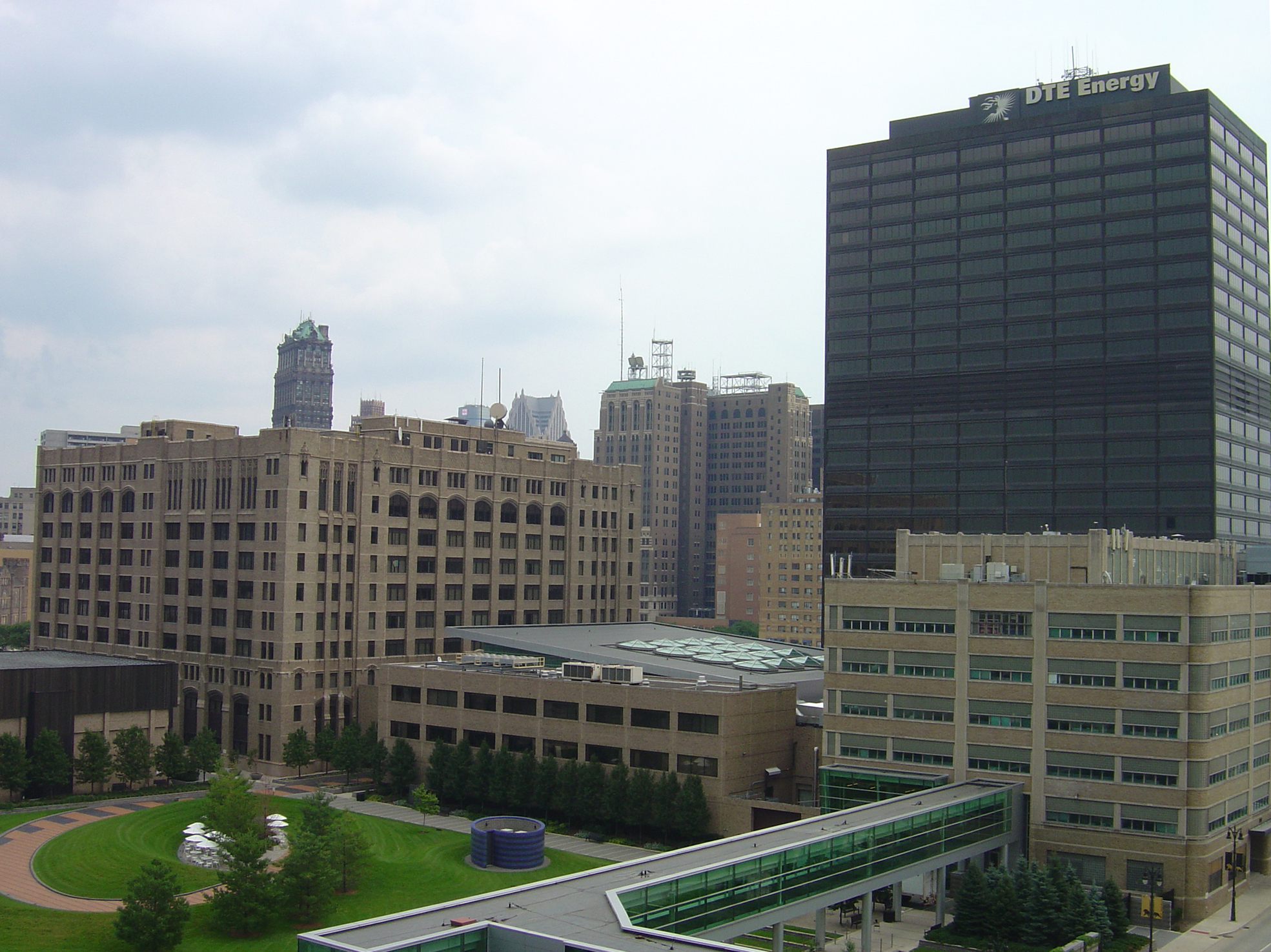
El el skyline de Detroit
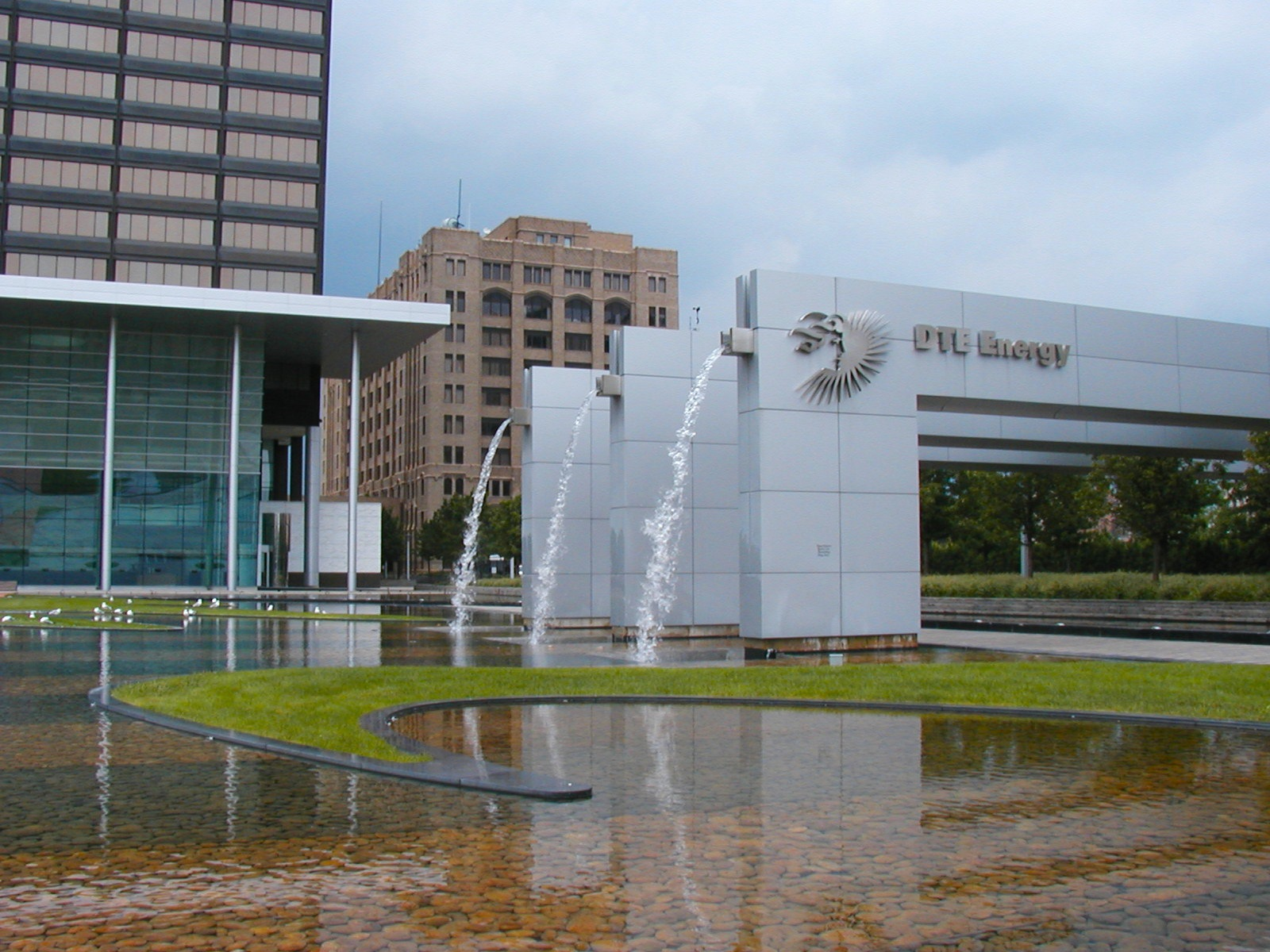
Desde la calle Bagley
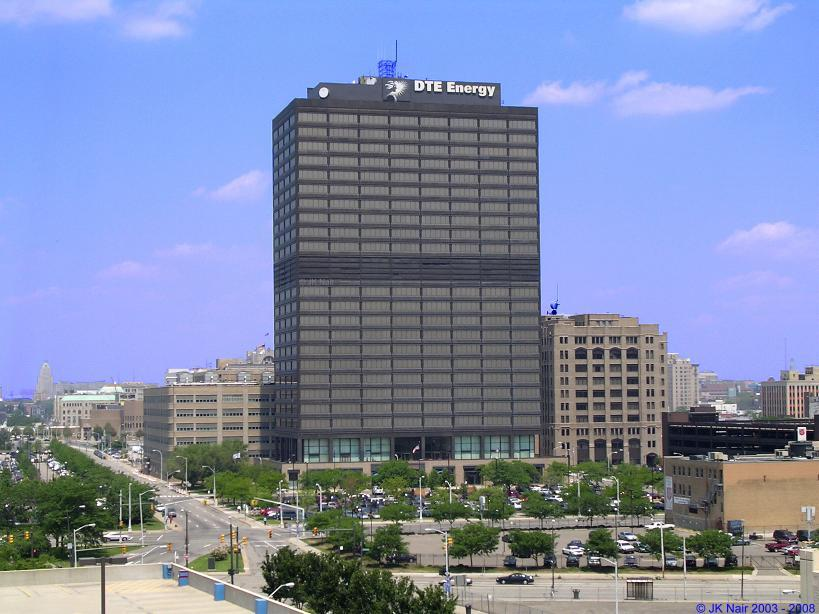
Edison Plaza
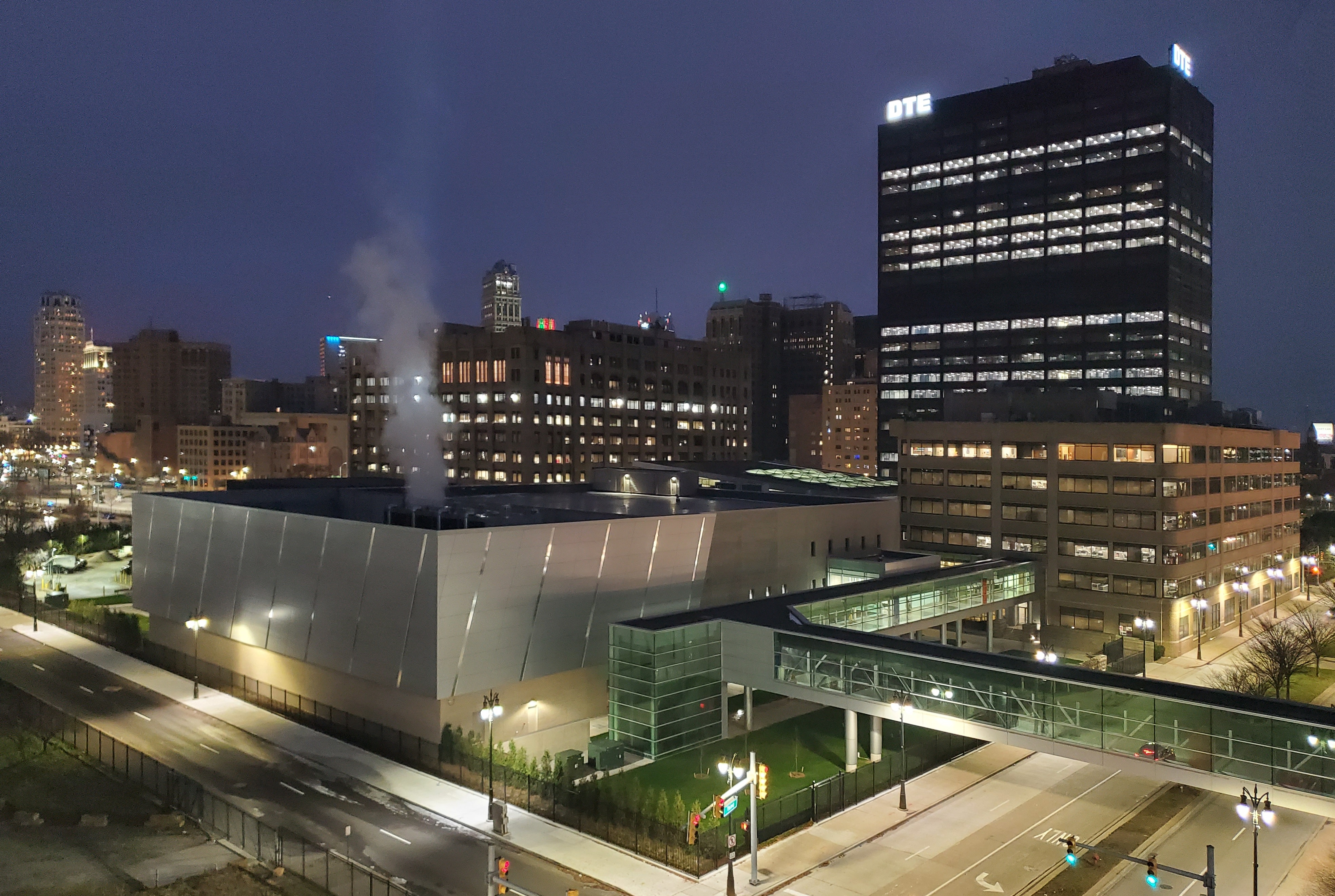
Al anochecer